# イシュティハン
イシュティハン (ラテン文字:Ishtikhon, Ishtixon, Ishtixan, Ishtikhan、ウズベク語: Ishtixon / Иштихон、ロシア語: Иштыхан) はウズベキスタン・サマルカンド州の都市である。州都のサマルカンドからは北西に約60kmの位置にある。2012年の人口は14,503人となっている。

## 概要
1984年に都市として設立された。都市名は古代に一帯を支配したソグディアナの都市名に由来する。

## 交通
サマルカンドからトルクメニスタンのテュルクメナバートまで続く高速道路のM37が街を通過している。